# 전여옥
전여옥(田麗玉, 1959년 4월 19일~)은 대한민국의 작가, 정치인이다. 제17·18대 국회의원을 지냈다.
전여옥은 1959년 서울특별시에서 태어났다. 1981년 KBS 보도국에 입사하여 1994년까지 기자로 활동했다. 1991년 1월부터 1993년 8월까지는 도쿄특파원이었다. 특파원 시대에 쓴 독설적 일본론 《일본은 없다》를 냈으며 베스트셀러가 됐다. 《일본은 없다》의 표절 의혹을 제기한 원작가인 유재순 제이피뉴스 발행인 등 5인에 대해서 손해배상으로 5억원을 청구하였지만, 2012년 5월 18일 대법원 확정 판결로 유재순씨의 레포트를 표절한 것이 인정되어 패소했다. 이에 대해 전여옥은 '표절이 아닌 아이디어 인용'일 뿐이라고 변명하였다.
2004년 한나라당에 입당했다. 2004년 5월 제17대 국회의원에 비례대표로 당선됐다. 2004년 7월 제17대 대한민국 국회 통일외교통상위원회 위원으로 활동했다.
2006년 2월 22일 당내행사에서 김대중 전 대통령을 치매노인이라고 비하하였다.
2006년 7월 11일 한나라당 제8차 전당대회에서 4위로 최고위원에 당선됐다. 2006년 12월 19일《폭풍전야》1,2권 출간했다. 2007년 4월 한나라당 최고위원직을 사퇴했다.
2008년 3월 서울 영등포갑에 출마했다. 2008년 4월 박근혜의 팬클럽인 박사모는 전여옥의 낙선운동을 했다. 4월 6일 박사모는 전여옥의 낙선을 위해 민주당 후보인 김영주를 지지한다는 성명을 언론에 발표하기도 했다. 2008년 5월 영등포갑 국회의원으로 당선됐다. 2008년 한나라당 국제위원회 위원장으로 활동했다. 2008년 국회 연구단체 미디어정치2.0 활동했다. 2008년 12월 국민일보 20주년에 축사를 보냈다.
대한민국 제18대 국회의원 선거에서 영등포 갑에 출마해 당선된 이후 통합민주당이 공직선거법 위반(허위 학력 및 경력 기재 등)으로 고발했지만 대법원의 원고패소 판결로 의원직을 유지할 수 있게 됐다. 제18대 국회 국토해양위원회 위원으로 활동했다.
2008년 5월 8일 촛불 시위에 대해 '악령이 출몰하는 사회'(칼 세이건의 문구)로 비유, 시위대를 비난하는 논평을 냈다.

## 학력
- 서울수송국민학교 졸업
- 창덕여자중학교 졸업
- 중앙여자고등학교 졸업
- 이화여자대학교 문리대학 사회학 학사
- 서강대학교 대학원 국제관계학 석사
- 이화여자대학교 대학원 정치외교학 박사과정 수료

## 진행

### TV
- 1985년~1986년: KBS 1TV 뉴스파노라마
- 1989년 3월 6일~1990년 4월 7일: KBS 1TV 뉴스센터 700
- 1990년 4월 9일~1991년 5월 18일: KBS 1TV KBS 아침뉴스

### 라디오
- 1997년 6월 30일~1998년 12월 31일: SBS AM 라디오 792 뉴스대행진 5, 6부

## 비판과 논란

### 갑질 사건
제17대 국회의원에 당선되어 제17대 국회의원에 취임하자 전여옥 의원은 자신의 수 많은 비서들이 기자들을 접근하지 못 하도록 막았는데 한 기자가 접근하자 전여옥 의원은 한 기자에게 "거지같은게 어디서 감히 내 길을 막아. 내가 금뱃지를 단 게 네 눈에는 안 보이느냐."하며 소리를 지르며 기자의 뺨을 때려 카메라를 부쉈다. 이후 뉴스 기사가 나지 않았는데 이는 자신의 직권으로 기사를 모두 내렸으며 기자를 고소해 구속시켰던 것이었다. 그 외에도 국회청소부가 인사를 하지 않는다는 이유로 전여옥 의원은 "천한 국민 나부랭이 것이."하며 국회청소부의 얼굴에 뜨거운 커피를 던져 버렸다. 이러한 갑질은 성행되었다.

### 표절 서적 출판 논란
전여옥은 2007년 자신의 대표적인 베스트셀러인 《일본은 없다》의 표절 의혹을 제기한 오마이뉴스 기사와 관련하여, 제이피뉴스 발행인 유재순과 기사를 작성한 오마이뉴스의 박철현 기자, 편집장 정운현, 오마이뉴스 대표 오연호, 그리고 인터넷 정치평론 사이트인 서프라이즈의 논객 김동렬 등 5명을 상대로 낸 5억 원의 손해배상 명예훼손 손배청구의 소를 제기했으나 패소했다.
재판부는
전씨는 친하게 지내던 유재순씨 일본에 대한 책을 출간하려고 초고를 작성하고 있음을 알면서도 유씨로부터 들은 내용을 무단으로 사용하거나 인용해 《일본은 없다》의 일부분을 작성했다고 보인다. … 이 같은 결론이 유씨와 가까운 증인들의 진술에 근거하기는 하지만 책이 출간된 지 10년이 넘어 유씨의 취재 자료나 초고가 남아 있지 않은 상황에서 유씨 측 증거가 전씨 측 것보다 더 신빙성이 있어 보인다. … 오마이뉴스의 기사 및 칼럼은 전체적으로 진실한 사실로 볼 수 있고 공익성이 인정되므로 전씨의 손해배상 주장도 받아들이지 않는다.

라고 설시하여 전여옥이 타인의 아이디어를 무단으로 인용했음을 인정했다.
전여옥은 1심에 불복하여 항소했으나, 2010년 1월 13일 다시 패소했다. 항소심인 서울고등법원 민사13부(부장판사 여상훈)는 13일 전 의원이 <일본은 없다>에 표절 의혹을 제기한 오연호 '오마이뉴스' 대표와 르포작가 유재순을 상대로 낸 5억원의 손해배상 청구소송에 대해 1심과 같이 원고 패소 판결을 내렸다.
재판부는 판결문을 통해
전씨는 유씨가 일본 사회에 관한 책을 출간할 예정이라는 사정을 알면서도 그로부터 들은 내용을 소재로 사용, 책의 일부를 썼다고 볼 수 있다

라고 설시했다. 대법원에서도 패소함으로써 전여옥 작가가 표절하여 출판한 책임을 인정했다.

### 노숙자 정리 파문
2008년 3월 27일 18대 국회의원 선거 유세 도중 노숙자를 정리하겠다는 발언이 파문이 되기도 했다. 종교단체와 인권단체 등은 노숙자들에게도 인권이 있다 하며 발언 내용을 비판했다. 한편 박사모 대표 정광용 등은 그를 퇴출시켜야 한다며 비판하기도 했으며, 네티즌들의 비난을 받기도 했다.

### 학력 거짓 의혹
2008년 4월 민주당 후보자였던 김영주는 전여옥의 허위 학력의혹을 제기하기도 했다.
김영주는 그가 공식유세기간동안 사용한 공보물에 허위학력을 기재했다고 주장했고, 사실에 대한 검찰 고발, 당선·선거소송 등 법적으로 보장된 모든 방식으로 18대 총선 영등포갑지역의 선거 무효와 부당성을 입증할 계획이라 발표했다.
김영주 등이 주장한 그의 위법사항은 학력에 대한 허위사실 유포, 선거공보물의 위법, 허위경력에 대한 허위사실 유포 등이며 '학력에 대한 허위사실 유포'를 들었다. 이대 정치학과 박사과정은 5학기 이상을 등록하고 논문자격시험을 통과해야만 최소 수료가 되는 과정”이라며 “전 의원은 예비후보자 홍보물과 후보자 공보물을 비롯 홈페이지에 자신의 학력사항으로 ‘이화여자대학교 대학원 정치학과 박사과정 4학기 마침’으로 표기했다”며 “선관위의 유권해석, 법원 판례로 볼 때 이는 명백한 선거법 위반”이라고 주장했다. 또한 인터넷 홈페이지와 예비후보자 홍보물, 후보자 공보물, 명함 등 홍보물에 ‘이명박 대통령 당선인 일본특사’라고 표기한 것 역시 김영주는 허위사실이라 하며 외교통상부가 국회에 제출한 ‘대통령 당선인 특사관련 자료’ 문서에는 전 당선인은 분명히 이상득 일본 특사의 수행원으로 기재되어 있다며 허위사실 공표한 것으로 공직선거법 제250조 위반에 해당된다고 주장했다.
하지만 그에 따른 판결은 공직선거법에 위반되지 않는다는 내용이었다.

### 박근혜와의 결별
2007년 4월 "박근혜 대표 주변사람들은 무슨 종교집단같다"고 발언했을 때 그의 변심은 이미 예고됐었다. 2005년 당시 박근혜 한나라당 대표 시절 대변인으로 활약하며 '박근혜의 입'이라 불리던 전여옥 의원은 2012년 1월 출간된 자신의 자서전에서 "대통령이 될 수도 없고 또 되어서도 안되는 후보라고 생각한다”며 박근혜를 힐난했다. 전여옥은 2007년 7월 12일 여의도 당사와 이명박 캠프 사무실에서 잇따라 기자회견을 갖고 "이명박 전 시장을 돕는 길만이 정권교체의 지름길이라 확신한다"며 이명박 후보 지지를 공개 선언했다. 그는 "박 전 대표와 함께 간다면 편할 수도 있었겠지만 5년 뒤 과연 국민이 어떤 평가를 내릴까를 생각했다"는 말로 박 전 대표와의 결별이유를 설명했다. 박사모에서는 전여옥 의원을 "표절과 배신의 여인"으로 규정한 뒤, "정치인이 배신을 밥 먹듯 하는 것은 자신의 신념에 거짓말을 하는 것으로, 그 피해는 고스란히 그 사람을 찍어 준 영등포 구민이 입게 된다"며 낙선운동을 하면서 당위성을 주장했다. 언론에서는 만평을 통해 전여옥 의원의 '변절'을 풍자하고 나섰다.

### 탈당, 그리고 낙선
전여옥은 국민생각 소속으로 전국구 비례대표로 출마하여 추천 1순위의 배번(1번 전여옥, 2번 김승제, 3번 박재숙, 4번 이명우, 5번 이용환, 6번 엄향희, 7번 홍재범)을 받았으나 국민생각은 전국구 투표에서 득표율이 너무 저조하여 전국구에서 단 한 명도 당선되지 못했다. 또한 지역구에서 역시 단 명의 국회의원을 배출하지 못한 데다가 2%의 최소지지율마저 채우지 못한 0.73%의 지지율을 얻은 것에 그치는 바람에 전여옥은 낙선되었으며 국민생각은 정당등록이 취소되었다.

### 자사고'사배자' 전형 자녀 입학
전여옥의 아들은 자사고인 장훈고 지원자격에 미달되는 성적이었지만 다자녀 가정자녀라는 점을 이용해 2010년 사배자(사회적 배려 대상자) 전형에 지원했고, 합격했다. 전 전 의원은 선거에서 이 고등학교를 자사고로 전환하겠다는 공약을 내걸어 당선됐고, 자사고로 전환된 첫해에는 입학식에 귀빈으로 참석키도 했었다. 자사고에 입학했던 아들은 2012년 학교에 적응하지 못해 자퇴했다.

## 저서
- 《일본은 없다》(1995)
- 《여성이여 테러리스트가 되라》(1995)
- 《여성이여 느껴라 탐험하라》
- 《간절히 @ 두려움없이》
- 《대한민국은 있다》
- 《폭풍전야》(1,2권)
- 《삿포로에서 맥주를 마시다》(2003)
- 《오만과 무능 - 굿바이, 朴의 나라》(2016)
- 《사랑을, 놓다》(2017)
- 《산다는 것은 1%의 기적》(2020)

## 역대 선거 결과
|  | 35.76% |

|  | 43.75% |

|  | 1.7% |

## 소속 정당
| 소속 정당 | 소속 정당 | 소속 기간 | 비고           |
| --------- | --------- | --------- | -------------- |
|           | 한나라당  | 2004~2012 | 정계 입문      |
|           | 새누리당  | 2012      | 당명 변경      |
|           | 무소속    | 2012      | 탈당           |
|           | 국민생각  | 2012      | 입당           |
|           | 무소속    | 2012~현재 | 탈당 정계 은퇴 |

## 같이 보기
- 자크 네케르
- 대한민국 제17대 국회의원 선거 한나라당 후보 목록#비례대표
- 영등포구 갑
- 서울 영등포구의 국회의원